# 钱抵千
钱抵千（1919年—1989年），男，江苏太仓人，中国人民解放军将领、中国人民解放军中将，中华全国新闻工作者协会原副主席。

## 生平
1988年，授予中国人民解放军中将，曾任国防大学副校长。